# Bitis
Bitis är ett släkte av ormar som ingår i familjen huggormar.
Storleken varierar mycket inom släktet. Några arter som Bitis schneideri blir bara upp till 27 cm långa och andra arter som gabonhuggorm (Bitis gabonica) är kraftiga och över 2 meter långa. Släktets medlemmar förekommer i Afrika och vistas i olika habitat över stora delar av kontinenten, från regnskogar i västra Afrika, till torra gräsmarker och öknar i öst. Dessa ormar jagar främst ödlor och mindre däggdjur. Det giftiga bettet från stora arter medför allvarliga reaktioner hos människor. Några av släktets mindre arter är sällsynta. Honorna föder levande ungar (ovovivipari).

## Systematik
Arter enligt Catalogue of Life:
- Bitis albanica
- Bitis arietans (puffadder, även kallad pufform)
- Bitis armata
- Bitis atropos
- Bitis caudalis
- Bitis cornuta
- Bitis gabonica (gabonhuggorm)
- Bitis heraldica
- Bitis inornata
- Bitis nasicornis
- Bitis parviocula
- Bitis peringueyi
- Bitis rubida
- Bitis schneideri
- Bitis worthingtoni
- Bitis xeropaga

## Bildgalleri

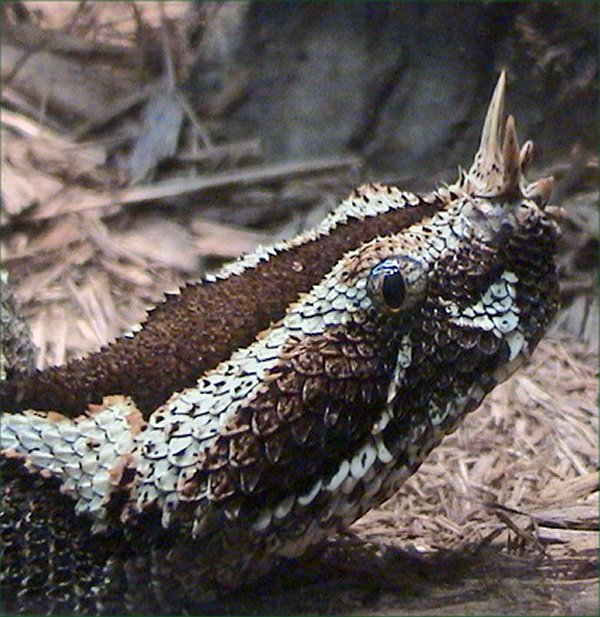
Bitis nasicornis
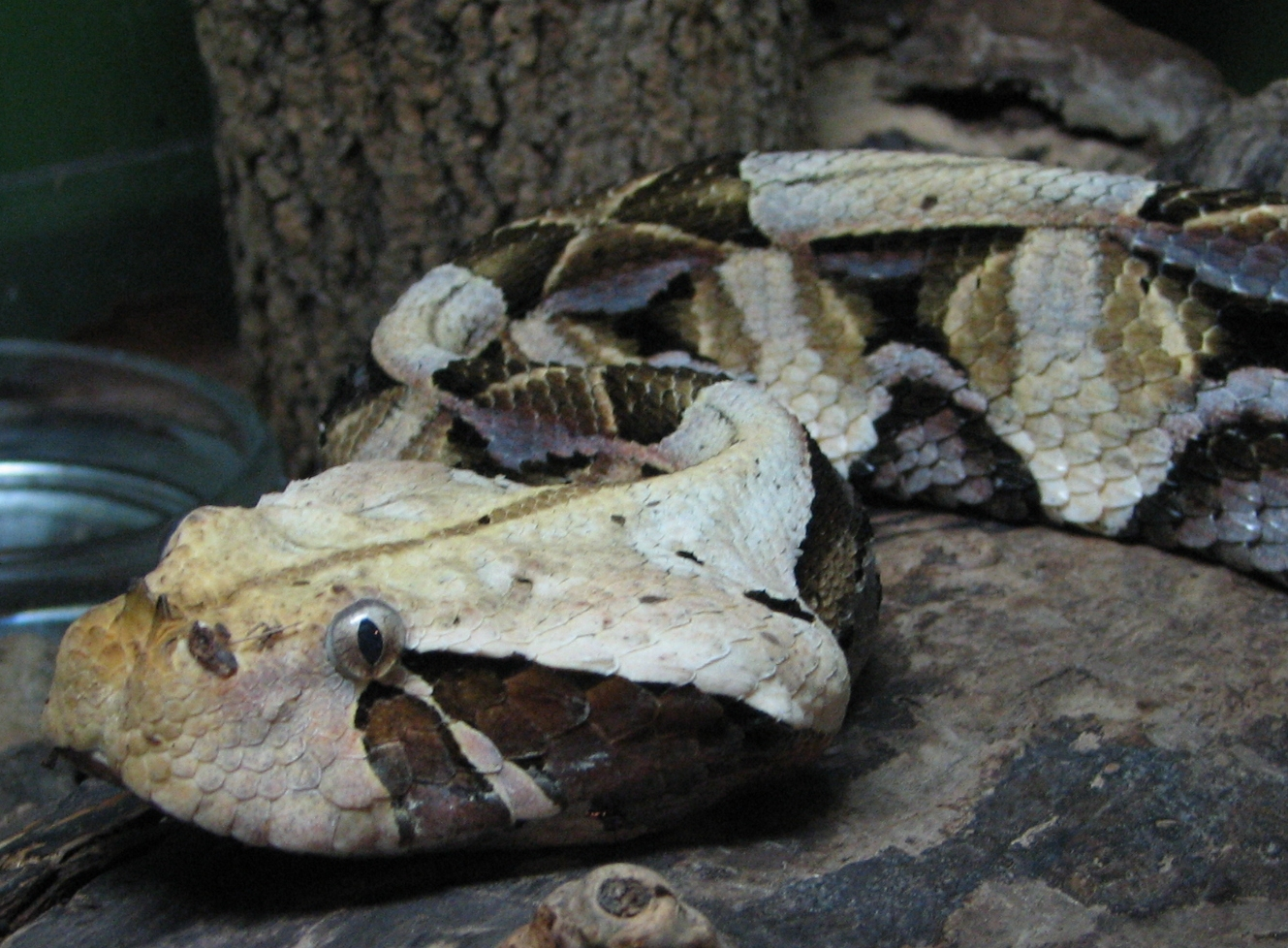
Gabonhuggorm
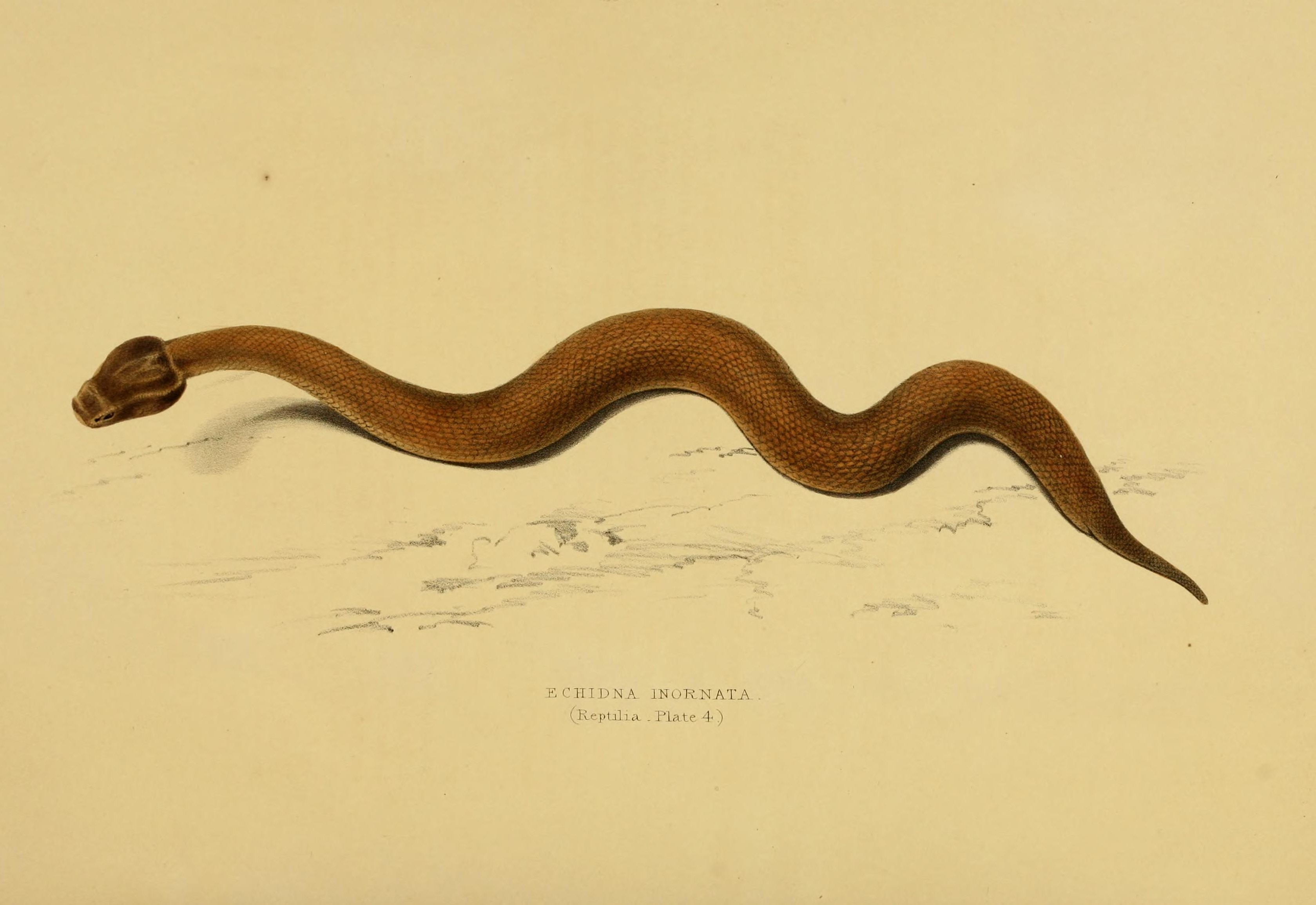
Bitis inornata
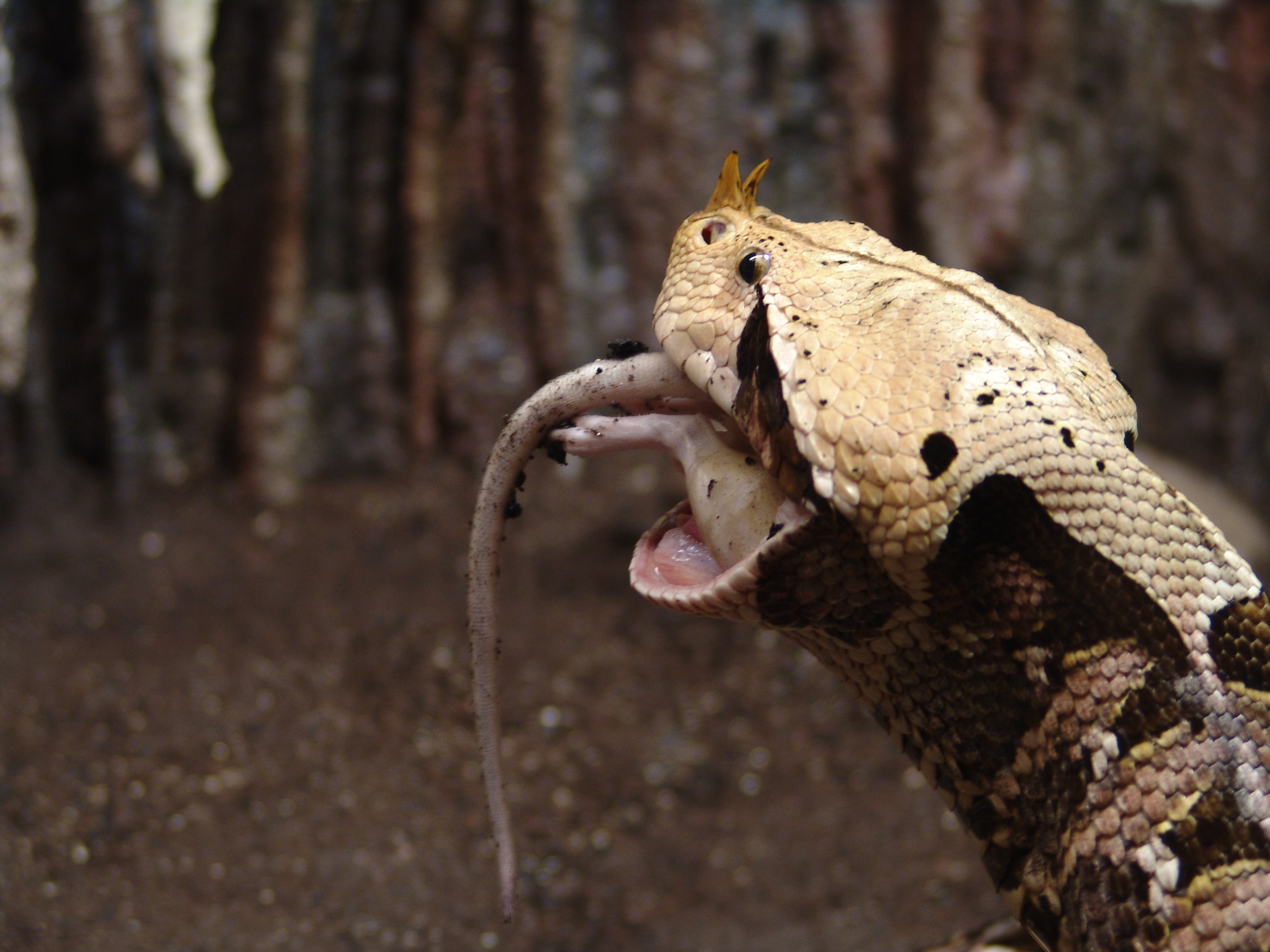
Gabonhuggorm